# حنایه
حنایه (به عربی: الحنایة) یک شهرداری در الجزایر است که در استان تلمسان واقع شده‌است.